# Gai Cosconi (tribú de la plebs 59 aC)
Gai Cosconi (en llatí: Gaius Cosconius) va ser un magistrat romà del segle i aC. Formava part de la gens Coscònia, una gens romana d'origen plebeu.
Va ser elegit tribú de la plebs l'any 59 aC juntament amb Publi Vatini, i edil curul el 57 aC. Va ser jutge l'any 56 aC en el judici contra Publi Sesti, defensat per Ciceró. Aquell mateix any, Gai Porci Cató, que llavors era tribú de la plebs, li va comprar una sèrie d'animals salvatges que segurament Cosconi havia usat en els jocs que va celebrar quan era edil.
Més tard, en data incerta, va ser edil curul per segon cop. Cosconi, segons afirma Plutarc, va ser mort pels soldats de Juli Cèsar amotinats a la Campània, junt amb un altre cavaller de rang pretorià, de nom Galba, per altra banda desconegut.